# 枪神 (游戏)
《枪神》（英語：Stranglehold）是一款由Midway游戏开发并发行在PS3、Windows及Xbox 360平台上的第三人称射击游戏，發行於2007年。遊戲中吳宇森及周潤發都有演出。